# Вязьма (Липецкая область)
Вязьма — деревня в Измалковском районе Липецкой области.
Входит в состав Лебяженского сельсовета.

## География
Деревня Вязьма находится западнее деревни Бандуровка на левом берегу реки Семенёк.
Через деревню проходит просёлочная дорога.

## Население
| 2010 |
| ---- |
| 8    |